# Acacia strongylophylla
Acacia strongylophylla — вид квіткових рослин з родини бобових. Ареал: Австралія (Північна територія, Квінсленд, Південна Австралія, Західна Австралія).

## Середовище
Він зустрічається вздовж водотоків, на кам'янистих схилах пагорбів, дні та стінах долин, зростаючи на неглибоких червоних піщаних ґрунтах. Зазвичай він є частиною високих чагарникових угруповань з іншими видами акацій та евкаліптів.

## Біоморфологічна характеристика
Прямовисний, голий, колючий та нерівний кущ зазвичай виростає до 1–3 метрів заввишки. Жовтувато-зелені до червонувато-коричневих гілочки злегка сплющені та мають гладку тонку коричневу кору. Вічнозелені плоскі матові філодії мають ромбоподібно-округлу форму, довжину та ширину до 2 сантиметрів та одну помітну головну жилку. Цвіте з червня по жовтень жовтими квітками. Прості пазушні квіткові колоси зазвичай поодинокі або зустрічаються парами та мають великі кулясті темно-золотисто-жовті голови. Після цвітіння утворюються коричневі стручки довгастої форми, у довжину близько 8 см і вшир 12 міліметрів. Стручки плоскі, але підняті над кожною насіниною. Тверде блискуче чорно-коричневе насіння має яйцеподібну форму, розміром близько 5 мм і шириною близько 3,5 мм.